# Prangos arenarius
Prangos arenarius är en flockblommig växtart som beskrevs av Boris Konstantinovich Schischkin. Prangos arenarius ingår i släktet Prangos och familjen flockblommiga växter. Inga underarter finns listade i Catalogue of Life.